# D'You Know What I Mean?
〈D'You Know What I Mean?〉는 영국의 록 밴드 오아시스의 노래다. 노엘 갤러거가 작곡했고 자신들의 세 번째 정규 음반 《Be Here Now》 (1997)에 수록했다.
영국 싱글 차트에서는 오아시스 노래 중에서는 세 번째로 1위에 올랐다. 또한 아일랜드, 핀란드, 스페인에서 정상을, 그리고 캐나다, 노르웨이, 스웨덴, 뉴질랜드에서는 5위권에 진입했다. 발표 첫날 162,000장이 팔렸으며 마지막 주에는 총 370,000장을 팔아치웠다. 영국에서 745,000장의 판매고를, 이어 플래티넘을 수여받는 등의 큰 성과를 거두어 오아시스의 두 번째로 가장 많이 팔린 싱글의 자리를 차지하게 된다. 1992년 영국에서는 12번째로 가장 많이 팔린 싱글이다.
2011년 10월 《NME》은 "지난 15년간 가장 위대한 150개 트랙"에서 77위로 선정했다. 2016년 7월에는 리믹스 및 리마스터링을 거친 음원이 〈D'You Know What I Mean? (NG's 2016 Rethink)〉라는 제목으로 출시되었다. 2016년 10월 14일 출시된 《Be Here Now》의 20주년 기념 출시의 일환으로 재판되었다.

## 작곡
노엘 갤러거는 발표 당시 "이걸 내가 쓰다니, 믿을 수가 없어. 이건 사람들 머리를 날려버릴 거야"라고 말했다. 노엘은 곡의 작곡에 대해 이렇게 언급했다. "훌륭한 싱글? 그건 전부 멜로디에 달려있는 거지. 기본적으로 〈D'You Know What I Mean?〉은 〈Wonderwall〉과 같아... 하지만 음악이 다르지. 바로 거기가 중요해. 얼마나 잘 제작되었는가, 혹은 가사가 좋은지, 아니면 누가 최고로 기타 연주를 하든지 간에. 그게 사람에게 와 닿는다면 그건 좋은 노래야."
가사에서는 밥 딜런의 음반 《Blood on the Tracks》 ("The blood on the trax must be mine"), 비틀즈의 노래 〈The Fool on the Hill〉과 〈I Feel Fine〉 ("The fool on the hill and I feel fine"), 그리고 딜런이 출연한 다큐멘터리 《돈 룩 백》 (Don't look back 'cos you know what you might see")이 언급된다.

## 뮤직비디오
뮤직비디오에서는 트랙을 연주하는 오아시스 위로 군사용 헬기가 이들 주위로 비행하고 사람들을 나르는 모습을 연출하고 있다. 감독은 돔 앤 닉이 맡았고 35mm로 촬영했다. 촬영 장소는 런던의 벡톤 가스 공장이며, "Do you know what I mean?" "Be here now"가 주변 건물에 체코어로 쓰여있다. 리엄은 스노클 파카와 항상 쓰고 다니던 맞춤 선글라스를 착용하고 있다. 사용된 군용 헬기는 영국 육군의 슈퍼링크스 AH.7s다.
2016년, 선명도를 높이고 이전에는 볼 수 없었던 새로운 장면을 편집한 뮤직비디오가 발표되었다. 감독은 이에 대해 말했다. "원래 영상을 오늘날의 고해상도 표준으로 가져올 기회는 생애에 한 번 있을지 모릅니다. 그리고 이 영상은 밴드의 오래된 마스터 테이프를 온전한 상태로 발견하는 것과 맞먹는 겁니다." 그리고 이어 말한다. "재편집하는 과정에서 우리는 밴드의 더욱 강렬한 공연 장면, 그리고 이전에 없전 더욱 멋진 헬기 씬과 새로운 속도감, 더 멋진 드라마와 에너지를 포착했습니다."

## 차트와 판매량

### 차트
| 차트 (1997)                     | 최고 순위 |
| ------------------------------- | --------- |
| 오스트레일리아 (ARIA)           | 16        |
| 캐나다 (캐나디안 핫 100)        | 3         |
| 캐나다 RPM 얼터너티브 30        | 1         |
| 핀란드 (수오멘 비랄리넨 리스타) | 1         |
| 아일랜드 (IRMA)                 | 1         |
| 이탈리아 (FIMI)                 | 3         |
| 일본 (오리콘)                   | 1         |
| 뉴질랜드 (레코드 뮤직 NZ)       | 4         |
| 노르웨이 (VG-리스타)            | 3         |
| 스페인 (푸로무시카에)           | 1         |
| 영국 싱글 (오피셜 차트 컴퍼니)  | 1         |
| 미국 얼터너티브 송 (빌보드)     | 4         |
| 미국 라디오 송 (빌보드)         | 49        |

### 판매량
| 국가       | 인증     | 판매량/출하량 |
| ---------- | -------- | ------------- |
| 영국 (BPI) | 플래티넘 | 745,000       |

| 이전 퍼프 데디 & 페이스 에반스의 〈I'll Be Missing You〉 | 영국 싱글 차트 1위 싱글 1997년 7월 13일 – 1997년 7월 19일                                    | 이후 윌 스미스의 〈Men in Black〉                                |
| 이전 슈거 레이의 〈Fly〉                                 | 캐나다 RPM 록/얼터너티브 30 1위 싱글 1997년 8월 25일 (첫 진입) 1997년 9월 8일 (두 번째 진입) | 이후 슈거 레이의 〈Fly〉 롤링 스톤스의 〈Anybody Seen My Baby?〉 |